# Whitbourne
Whitbourne est une communauté canadienne située sur l'île de Terre-Neuve dans la province de Terre-Neuve-et-Labrador. 